# Edwardsiana indefinita
Edwardsiana indefinita är en insektsart som beskrevs av Irena Dworakowska 1968. Edwardsiana indefinita ingår i släktet Edwardsiana och familjen dvärgstritar. Inga underarter finns listade i Catalogue of Life.